# Gräfsnäs
Gräfsnäs é uma localidade sueca, situada na província histórica de Västergötland, no sul do país. 
Tem cerca de 399 habitantes (2020). 
Está localizada a 17 km a norte de Alingsås, junto ao lago Anten. 
Pertence ao município de Alingsås, o qual faz parte do condado de Västra Götaland. 
A localidade é conhecida pela sua ferrovia turística – a linha de Anten-Gräfsnäs – com uma extensão de 12 km, traficada por um comboio (br: trem) puxado por uma locomotiva a vapor ou por uma automotora (br: automotriz). 

## Galeria

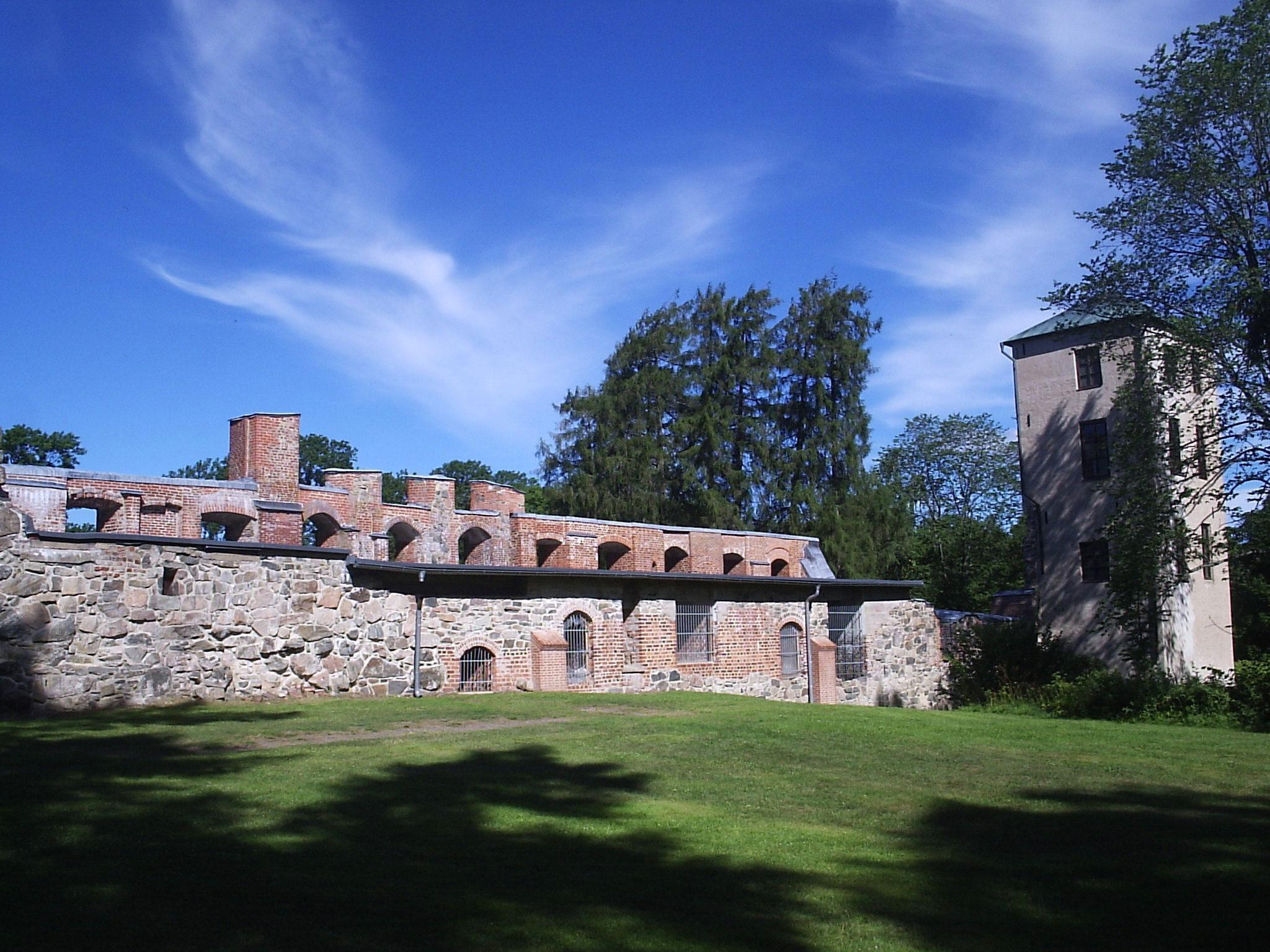
O castelo de Gräfsnäs (Gräfsnäs slott)
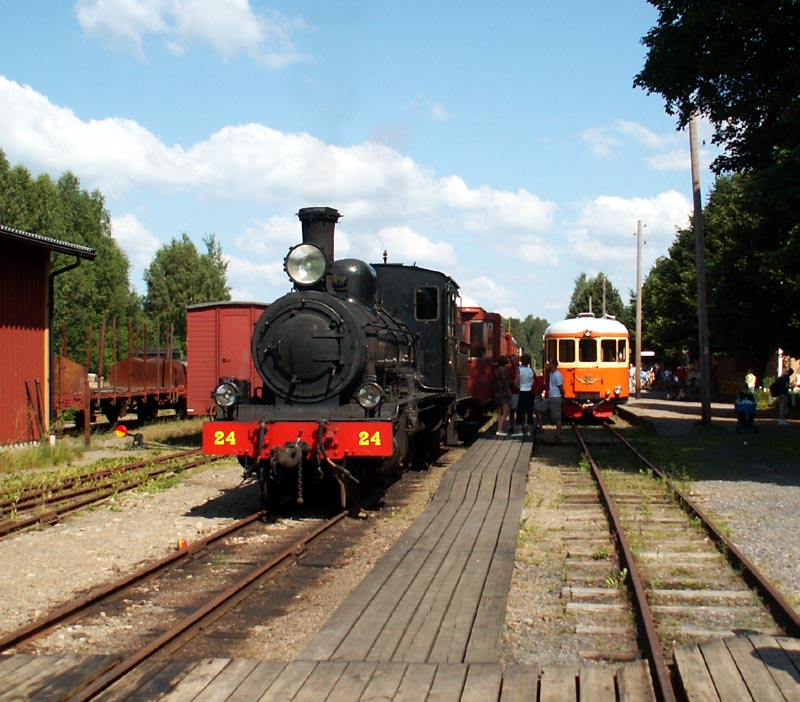
Locomotiva a vapor e automotora na estação de Anten